# Zamarada seydeli
Zamarada seydeli är en fjärilsart som beskrevs av Fletcher 1974. Zamarada seydeli ingår i släktet Zamarada och familjen mätare. Inga underarter finns listade i Catalogue of Life.